# Over the Mountain
"Over the Mountain" es la primera canción del disco Diary of a Madman de Ozzy Osbourne. Su intro de guitarra es uno de los más reconocidos entre las canciones de Osbourne, al igual que el de "Crazy Train", ambos llevados a cabo por el guitarrista ya fallecido Randy Rhoads, que definió el sonido de Ozzy Osbourne en sus dos primeros álbumes.
La banda de hard rock Fozzy realizó una versión de esta canción en su álbum debut.

## Créditos
- Ozzy Osbourne – Voz
- Randy Rhoads – Guitarra
- Bob Daisley – Bajo
- Lee Kerslake – Batería